# Abhas Mitra
Pour les articles homonymes, voir Mitra.
Abhas Mitra, né le 3 juin 1955 est un astrophysicien théoricien du Bhabha Atomic Research Centre (BARC) de Bombay en Inde. Il est principalement connu grâce à un article sur les trous noirs publié en décembre 2000 dans la revue à comité de lecture Foundation of Physics Letters. Dans cet article, il présente une démonstration selon laquelle l'existence des trous noirs (au sens de singularité infiniment dense) serait incompatible avec l'application stricte de la théorie de la relativité générale d'Einstein. Pour lui, ces objets seraient en fait des objets en effondrement éternel (en).